# Bohumil Baumruk
Bohumil Baumruk (11. prosince 1916 Nová Ves – 16. ledna 1941 Severní moře) byl český pilot 311. československé bombardovací perutě a oběť druhé světové války.

## Život

### Před druhou světovou válkou
Bohumil Baumruk se narodil 11. prosince 1916 v Nové Vsi na Přešticku. Mezi lety 1935 a 1937 absolvoval školu pro armádní letecký dorost v Prostějově.

### Druhá světová válka
Po německé okupaci v březnu 1939 opustil Bohumil Baumruk ilegálně Protektorát Čechy a Morava. Ve Francii vstoupil do zde vznikající jednotky Československé armády v zahraničí a jako vojenský pilot byl zařazen do francouzského letectva, v jednotce GB II/21 následně prodělal v Toulouse pilotní výcvik. Po pádu Francie v červnu 1940 se evakuoval do Spojeného království. Zde byl přijat do Royal Air Force a jako pilot zařazen do 311. československé bombardovací perutě. První operační let absolvoval 16. prosince 1940. Dne 16. ledna 1941 odstartoval na pozici druhého pilota ke svému pátému operačnímu letu, kterým byl nálet na Wilhelmshaven. Během návratu se jeho stroj Vickers Wellington Mk.IC T2519 KX-Y zřítil do Severního moře v prostoru západně od Západofríských ostrovů z důvodu silné námrazy. Během následné pátrací akce nebyl stroj a ani žádný z členů posádky nalezen. Ani v následujícím období moře žádné z těl nevyplavilo.
Dosáhl hodnosti četaře.

## Rodina
Část rodiny Bohumila Baumruka byla po jeho odchodu do exilu do konce druhé světové války internována v internačním táboře Svatobořice.

## Posmrtná ocenění
- Bohumilu Baumrukovi byl in memoriam udělen Československý válečný kříž 1939, Československá medaile za zásluhy II. stupně, Hvězda 1939–1945 a Evropská hvězda leteckých posádek
- Bohumil Baumruk byl v roce 1991 in memoriam povýšen do hodnosti plukovníka